# Комерційний акт
Комерці́йний акт — офіційний дво- чи багатосторонній документ, який складається у разі виникнення суперечностей між договірними сторонами при транспортуванні товарів або при виявленні в пункті призначення нестачі, пошкоджень чи псування вантажу. 
В комерційному акті зазначаються вид, характер, обсяги виявленої невідповідності фактичного стану вантажів до показників, зазначних у документах товаровідвантажувача, транспортувальника чи товароодержувача. Комерційний акт складається товароодержувачем за участю представника транспортної організації, а в окремих випадках — у присутності відповідних експертів або представників незацікавлених організацій — державних адміністрацій, санепідемстанцій, міліції тощо.